# Марфовское сельское поселение
Марфовское сельское поселение (укр. Марфівське сільське поселення, крымскотат. Давут Эли кой юрту, Davut Eli köy yurtu) — муниципальное образование в Ленинском районе Республики Крым России, на Керченском полуострове.
Административный центр — село Марфовка.
На территории находится Марфовское озеро.

## Население
| 2001 | 2014 | 2015 | 2016 | 2017 | 2018 | 2019 |
| ---- | ---- | ---- | ---- | ---- | ---- | ---- |
| 1343 | ↘748 | →748 | ↘720 | ↘702 | ↘693 | ↘676 |
| 2020 | 2021 |      |      |      |      |      |
| ↘661 | ↗863 |      |      |      |      |      |

## Состав сельского поселения
| № | Населённый пункт | Тип населённого пункта       | Население |
| - | ---------------- | ---------------------------- | --------- |
| 1 | Марфовка         | село, административный центр | ↘713      |
| 2 | Новосёловка      | село                         | ↘29       |
| 3 | Прудниково       | село                         | ↘6        |

## История
В советское время (до 1926 года) был образован Марфовский сельский совет. До 2006 года в него входило село Краснополье, исключённое из учётных данных решением Верховного Совета АР Крым от 22 сентября 2006 года.
Статус и границы Марфовского сельского поселения установлены Законом Республики Крым от 5 июня 2014 года № 15-ЗРК «Об установлении границ муниципальных образований и статусе муниципальных образований в Республике Крым».